# 北西海村
北西海村（きたにしうみむら）は、かつて新潟県西頸城郡にあった村。

## 沿革
- 1889年（明治22年）4月1日 - 町村制の施行により、西頸城郡平牛村、羽生村、成沢村及び真光寺村の区域をもって、西頸城郡北西海村が発足する。
- 1901年（明治34年）11月1日 - 西頸城郡北西海村及び南西海村が合併して、西頸城郡西海村が発足する。